# Загальні вибори в Туреччині 1977 року
Загальні вибори відбулися в Туреччині 5 червня 1977 року. Вибори відбулися в середині політичної гонки між правою AP та лівою CHP. Завдяки харизматичному керівництву Бюлента Ецевіта, ТЕЦ вдалося перемогти одну з символічних фігур консервативної політики в Туреччині, Сюлеймана Деміреля . Явка виборців становила 72,4 %.
Перемога ТЕЦ стала зенітом лівих голосів в історії Турецької Республіки, але ще не було спроможних партнерів, щоб ТЕЦ об'єднала сили для формування уряду, оскільки решта парламенту складалася з правих партій, які не прагнули створити коаліцію з Бюлент Ецевітом. Нарешті, ТЕЦ не змогла отримати вотум довіри . Їм потрібно було б почекати до 1978 року, щоб отримати підтримку деяких менших партій та незалежних державних органів. ТЕЦ не змогла довго утримувати владу, і незабаром урядовий контроль перейшов до АП навіть тоді, коли почала відчуватися загроза військового перевороту 1980 року .

## Результати
| Партія                         | Голосів    | %     | Сидіння | +/– |
| ------------------------------ | ---------- | ----- | ------- | --- |
| Республіканська народна партія | 6,136,171  | 41.38 | 213     | +28 |
| Партія справедливості          | 5,468,202  | 36,88 | 189     | +40 |
| Партія національного порятунку | 1,269,918  | 8.57  | 24      | –24 |
| Партія націоналістичного руху  | 951,544    | 6.42  | 16      | +13 |
| Незалежні                      | 370,035    | 0,2   | 4       | –2  |
| Республіканська партія опори   | 277 713    | 1,87  | 3       | –10 |
| Демократична партія            | 274,484    | 1,85  | 1       | –44 |
| Об'єднавча партія              | 58540      | 0,39  | 0       | –1  |
| Робітнича партія Туреччини     | 20,565     | 0,14  | 0       | 0   |
| Недійсні / чисті голоси        | 531,038    | -     | -       | -   |
| Всього                         | 15,358,210 | 100   | 450     | 0   |
| Джерело: Нолен та ін.          |            |       |         |     |